# Скутер

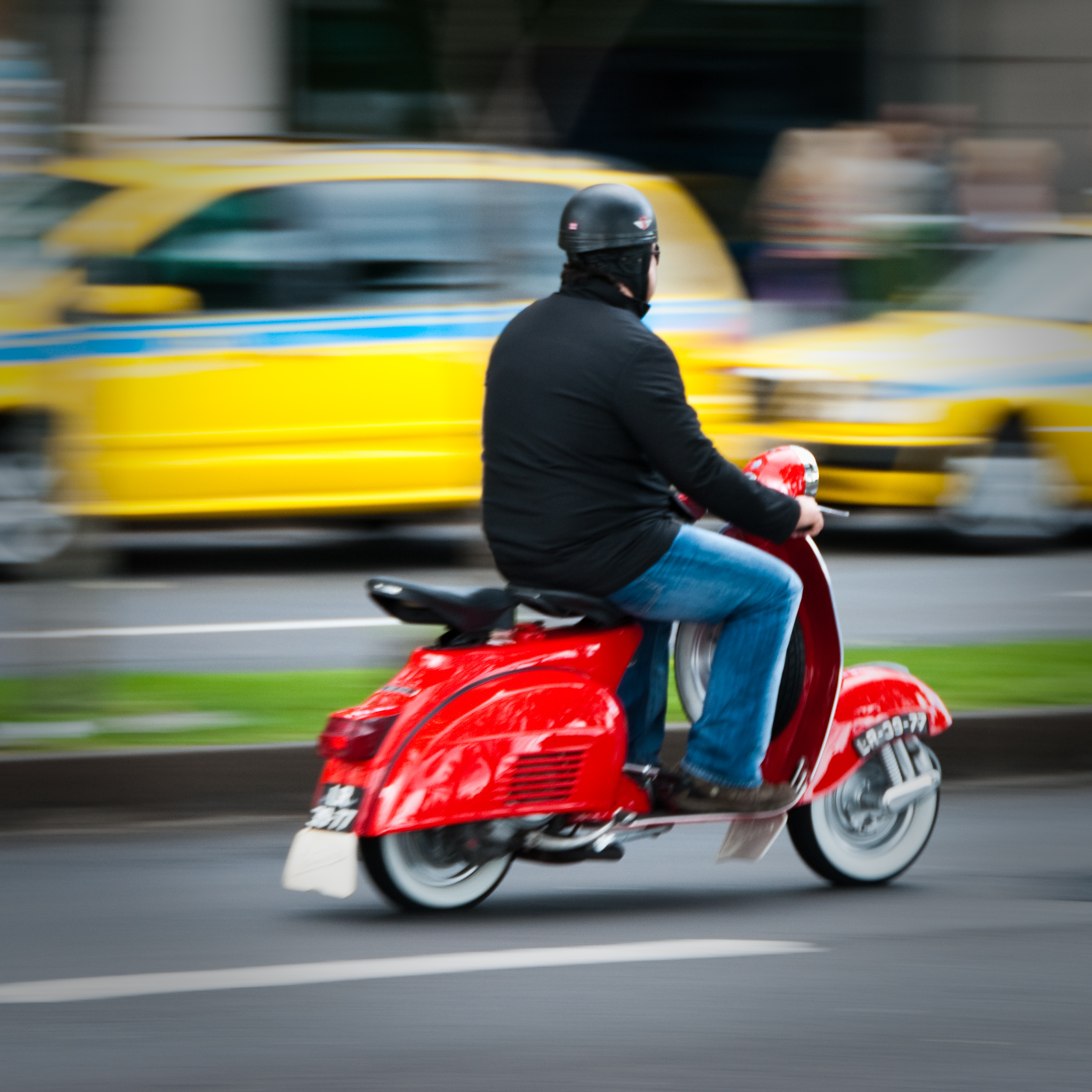
Vespa — перший по-справжньому популярний скутер

Ску́тер (від англ. to scoot — бігти стрімголов; тікати), або моторо́лер (нім. Motorroller) — різновид легкого мотоцикла, характерний платформою для ніг водія та розташуванням двигуна з примусовою системою повітряного охолодження ззаду під сидінням.  
Скутер набув поширення у Європі  після Другої світової війни. Першим виробником моторолера була італійська фірма Piaggio, яка в 1946 році випустила культову  модель Vespa.  Вони випускали малопотужні моделі (об'єм двигунів був від 50 до 250 см³ та потужність від 1 до 15 к.с.). Максіскутери з двигунами від 250 до 850 см³ (від 15 до 52 к.с.) були розроблені для західних ринків.
У Радянському Союзі з 1957 по 1966 рік виготовлявся скутер Вятка ВП-150, який був піратською копією Vespa.
Скутери популярні як особистий транспорт через низьку вартість покупки та експлуатації, зручність паркування та маневреність. Ліцензійні вимоги для скутерів простіші й дешевші, ніж для автомобілів у більшості країн світу, і страхування, як правило, дешевше теж.

## Опис
Скутер зовні схожий на самокат із сидінням і маленькими колесами. Департамент транспорту США визначає скутер як мотоцикл, який має платформу для ніг оператора або інтегровані підніжки, і має покрокову архітектуру, що означає, що частина транспортного засобу перед сидінням оператора і між ніг оператора, сидячи в положення при їзді, нижче по висоті, ніж сидіння оператора. Така конструкція можлива, оскільки двигун скутера і більшість приводних систем кріпляться до задньої осі або під сидінням. На відміну від звичайного мотоцикла, у якому двигун встановлений на рамі, у більшості сучасних скутерів двигун розташований на одній осі із заднім колесом, тоді як у більшості старих і деяких нових ретромоделях двигуни розташовані на окремій осі. Скутери зазвичай оснащені або безступінчатою трансмісією (CVT), або механічною коробкою передач з перемикачем, розташованим на лівій частині керма.
Традиційно колеса скутера менші, ніж звичайні колеса мотоцикла, і виготовлені зі штампованої сталі або сплаву алюмінію, кріпляться на одному болту і часто є взаємозамінними (переднє із заднім). Деякі скутери оснащені запасним колесом.